# 新開卓
新開 卓（しんかい たかし、1941年（昭和16年）9月22日 - ）は、日本の銀行家。元秋田銀行頭取。秋田県卓球協会名誉会長。

## 来歴・人物
秋田県秋田市出身。早稲田大学教育学部卒業後、秋田銀行入行。職員組合委員長、横手、仙台などの支店長を務め、取締役昇格後は長らく企画担当を務めた。
2001年（平成13年）、2期4年頭取を務めた諏訪純人の退任に伴い頭取に昇格した。トップ在任時は2001年の赤字決算を受け翌年度から経費を16億円削減したほか、秋田市内店舗の統廃合など経営体質のスリム化に努めた。また、法人融資の底上げに取り組むため法人営業チーム、仙台法人営業本部の部署を立ち上げたほか、2007年（平成19年）3月末には1年ぶりに総預金期末残高を2兆円に回復させる施策も講じた。
中学1年から卓球をはじめ、早大卓球部主将を務めた1963年（昭和38年）の全日本卓球選手権大会ダブルスに出場。優勝した。

## 略歴
- 秋田市立秋田東中学校卒業。
- 秋田県立秋田高等学校卒業。
- 1963年（昭和38年） - 全日本卓球選手権大会ダブルス優勝。
- 1964年（昭和39年） - 早稲田大学教育学部卒業後、秋田銀行入行。
  - 以降、横手、仙台各支店長等を歴任する。
- 1991年（平成3年） - 取締役総合企画部長兼広報室長委嘱。
- 1994年（平成6年） - 常務取締役総合企画部長兼広報室長委嘱。
- 1995年（平成7年） - 常務取締役。
- 1998年（平成10年） - 専務取締役
- 2001年（平成13年） - 頭取。
- 2007年（平成19年） - 相談役、秋田経済研究所理事長。
- 2009年（平成21年） - 秋田県卓球協会会長。
- 2013年 (平成25年)  - 相談役退任。